# Resistencia física

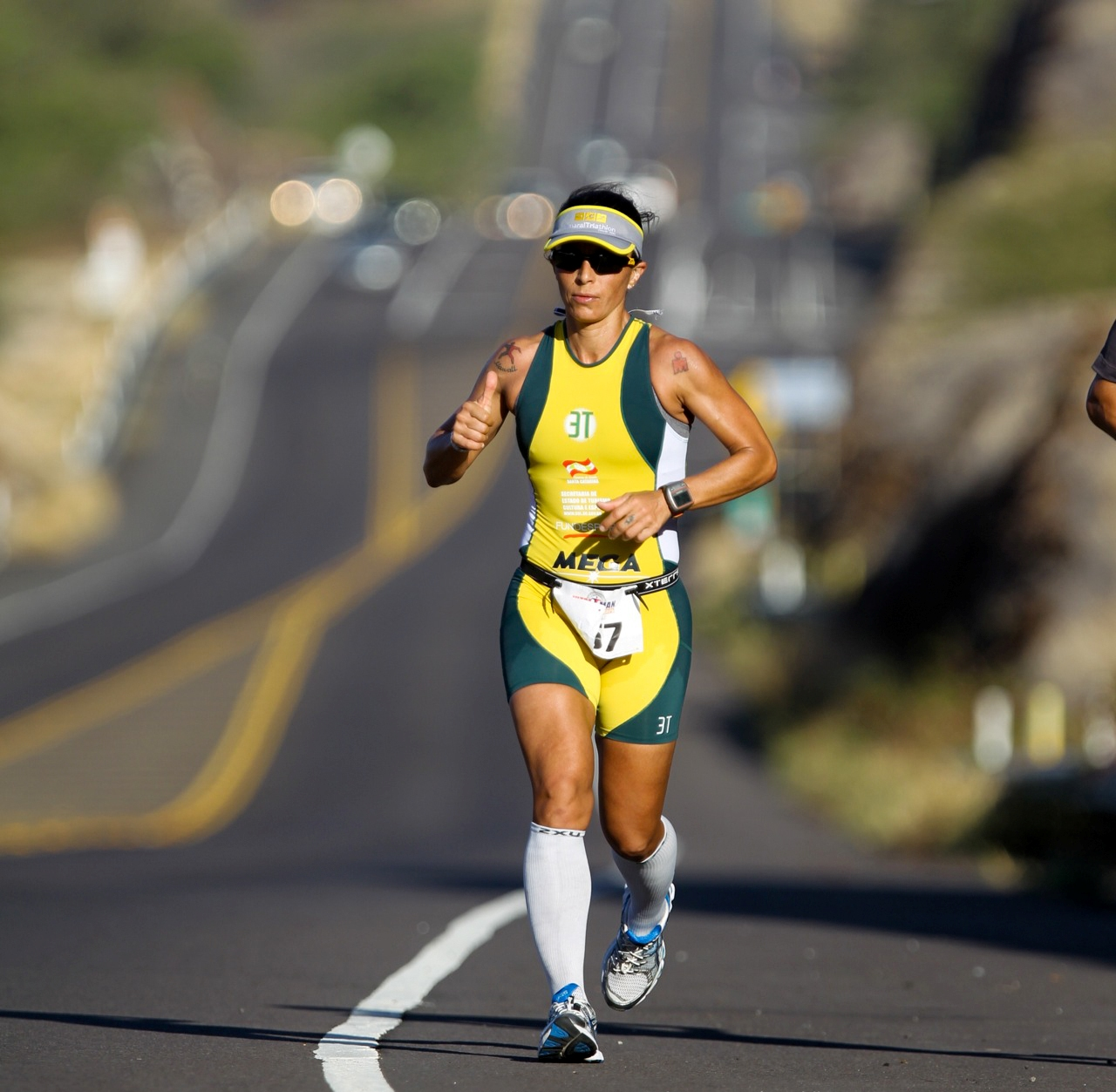
Resistencia física.

La resistencia  es una de las capacidades físicas básicas, particularmente aquella que nos permite llevar a cabo una actividad o esfuerzo durante el mayor tiempo posible. Una de las definiciones más utilizadas es la capacidad física que posee un cuerpo para soportar una resistencia externa durante un tiempo determinado.
La resistencia es la capacidad de realizar durante determinado tiempo un acto o ejercicio, como por ejemplo: correr o el ciclismo.

## Resistencia aeróbica
La resistencia aeróbica es la capacidad de nuestro metabolismo, para aplazar o soportar la fatiga y el agotamiento. Se obtiene mediante la combustión de las células musculares. Permite realizar esfuerzos físicos como las carreras de grandes tramos.

## Resistencia anaeróbica
Es el tipo de resistencia que aparece durante un esfuerzo físico de una gran intensidad, en el que el suministro del oxígeno al tejido muscular no es suficiente para realizar las reacciones químicas de oxidación que se necesitarían para cubrir la demanda energética de dicho esfuerzo. De modo que el ejercicio es de corta duración y elevada intensidad, con menor disponibilidad de oxígeno.
Teniendo en cuenta la duración e intensidad del ejercicio se puede subdividir en dos tipos de resistencia anaeróbica:

### Resistencia aláctica
Los esfuerzos son intensos y de muy corta duración (0-16 s). La presencia de oxígeno es prácticamente nula. La utilización de sustratos energéticos ([[Adenosín
trifosfato|ATP]], PC) no produce sustancias de desecho. Es característica de aquellos ejercicios de alta intensidad (puede llegar a ser máxima) y cortísima duración (segundos).
Ejemplos: lanzamiento de jabalina, salto de altura o de longitud, 100 metros lisos, salidas o subidas cortas

### Resistencia láctica
Esfuerzos muy intensos y de media duración (15 s-2 min). La utilización de sustratos energéticos produce sustancias de desecho (ácido láctico) que se va acumulando y causa de forma rápida una reacción conocida como fatiga. Es característica de aquellos ejercicios de alta intensidad y mayor duración (incluso de varios minutos).
Ejemplos: carrera de vallas, carrera de velocidad, 5 series de 2 Minutos

## Metabolismo del ácido pirúvico
El ácido pirúvico es el producto final de la glucólisis, una ruta metabólica universal en la que la glucosa se escinde en dos moléculas de piruvato y se origina energía (2 moléculas de ATP). 
En los ejercicios de baja o moderada intensidad, la sangre podrá abastecer de abundante oxígeno a las células musculares que trabajan. En estas condiciones, el ácido pirúvico no se trasforma en ácido láctico, sino que pasa al interior de las mitocondrias donde, tras sufrir una serie de reacciones químicas (ciclo de Krebs) en las que se obtiene ATP, se transforman en CO2 y acetil coenzima A. Este sistema es lento pero muy rentable ya que por cada 180 gramos de glucógeno, se obtienen 39 moles de ATP. El CO2 restante de la oxidación será transportado a los pulmones y eliminado durante la espiración. 
Así mismo, las grasas representan una importante reserva de energía que podrá utilizarse cuando los depósitos de glucógeno se estén agotando. Los ácidos grasos penetran en las mitocondrias y son oxidados (β-oxidación). Los atletas bien entrenados, durante esfuerzos de mediana intensidad, obtienen la energía a expensas, básicamente, de las grasas, con lo cual ahorran parte del glucógeno muscular, y así retardan al máximo la aparición de la fatiga.

## Test Course-Navette
El test de Course-Navette es una prueba para probar la velocidad aeróbica máxima. Consiste en recorrer una distancia de 20 m, repetidamente siguiendo el ritmo que marca una señal acústica (normalmente una cinta de audio). Dicho ritmo cada vez es mayor, va más rápido, por lo que hay que ir aumentando progresivamente la velocidad. En total hay 23 periodos. En los tres últimos se tiene que ir a una velocidad aproximada de 19 km/h si se quiere completar. Generalmente para completarla se requiere un gran entrenamiento aeróbico previo.